# Glynis Barber

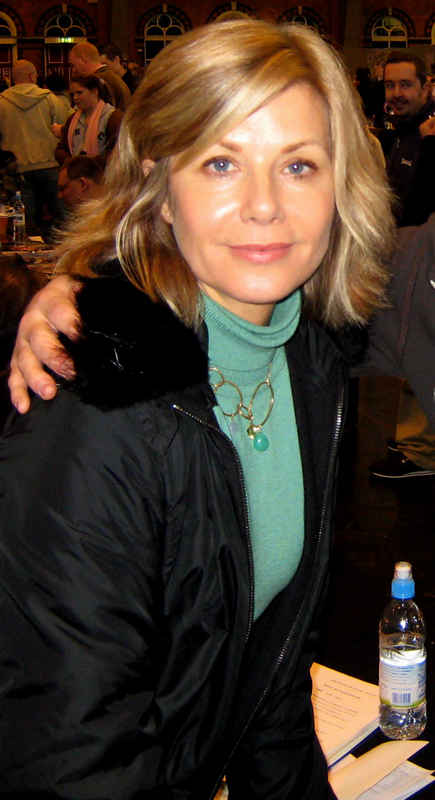
Glynis Barber, 2007

Glynis Barber, geborene Glynis van der Riet (* 25. Oktober 1955 in Durban, Südafrika) ist eine südafrikanisch-britische Schauspielerin.

## Leben
Barber wuchs in Südafrika auf. Sie studierte Schauspiel an der Mountview Academy of Theatre Arts in London. Ihre erste Rolle spielte sie 1978 im Horrorfilm Killing House. In der Folge spielte sie in verschiedenen Fernsehproduktionen. 1981 erhielt sie die Rolle der Soolin in der BBC-Science-Fiction-Serie Blake’s 7, wodurch sie erstmals einem größeren Publikum bekannt wurde. In den Jahren 1985 und 1986 spielte sie die weibliche Hauptrolle in der Krimiserie Dempsey & Makepeace, durch welche sie auch in Deutschland Bekanntheit erlangte. Bei den Dreharbeiten lernte sie Michael Brandon kennen, den sie daraufhin 1989 heiratete. Zwischen 1991 und 1996 lebte sie mit ihrem Mann in den Vereinigten Staaten, dort wurde auch ihr gemeinsamer Sohn geboren. Zwischen 2006 und 2007 spielte sie in der britischen Seifenoper Emmerdale eine Polizistin, 2010 und 2011 spielte sie in der Fernsehserie EastEnders die Rolle der Glenda Mitchell. Seit 2022 ist sie in der Seifenoper Hollyoaks zu sehen.
In erster Ehe war sie von 1976 bis 1979 mit dem Schauspieler Paul Antony Barber verheiratet.

## Filmografie (Auswahl)
- 1978: Killing House (Terror)
- 1978–1981: Blake’s 7 (Fernsehserie, 14 Folgen)
- 1982: Söldner des Todes (Horror Safari)
- 1983: Die verruchte Lady (The Wicked Lady)
- 1983: Der Hund von Baskerville (The Hound of the Baskervilles, Fernsehfilm)
- 1985: Operation Tanger (Tangiers)
- 1985–1986: Dempsey & Makepeace (Fernsehserie, 30 Folgen)
- 1988: Die unglaublichen Geschichten von Roald Dahl (Tales of the Unexpected, Fernsehserie, Folge 9x07 The Dead Don’t Steal)
- 1994: Diagnose: Mord (Diagnosis Murder, Fernsehserie, Folge 2x08 Georgia on My Mind)
- 1998: Der Herr der Elfen (Beings)
- 1999: Raven – Die Unsterbliche (Highlander: The Raven, Fernsehserie, Folge 1x14 The Rogue)
- 1999: The Bill (Fernsehserie, 1 Folge)
- 2000: Doctors (Fernsehserie, 1 Folge)
- 2006–2007: Emmerdale (Fernsehserie, 18 Folgen)
- 2009: New Tricks – Die Krimispezialisten (New Tricks, Fernsehserie, 1 Folge)
- 2010–2011: EastEnders (Fernsehserie, 89 Folgen)
- 2013: Agatha Christie’s Marple (Fernsehserie, 1 Folge)
- 2013: Casualty (Fernsehserie, 1 Folge)
- 2013: Law & Order: UK (Fernsehserie, 1 Folge)
- 2018: Royal Hearts (Fernsehfilm)
- 2019–2020: The Outpost (Fernsehserie, 7 Folgen)
- 2022: Silent Witness (Fernsehserie, 1 Folge)
- 2022–2024: Hollyoaks (Fernsehserie, 107 Folgen)